# Vaxblekargården

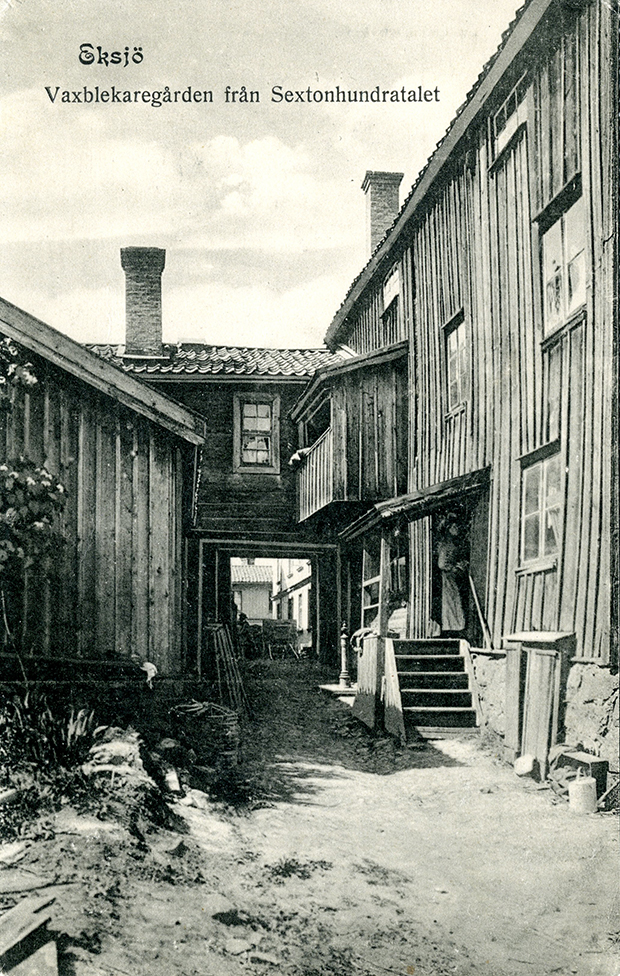

Vaxblekargården är en hantverkargård i Eksjö. Den är byggd på två tomter, vilka haft olika ägare sedan 1600-talet. Tomterna var ofta uppdelade på fyra halvgårdar. 
Den södra delen köptes 1679 av pärlstickerskan Helena Larsdotter Lindelia, som bland annat har broderat mässhakar till kyrkor i trakten. Den gården brann 1706 ner till grunden och byggdes upp igen 1718. Under 1700-talet fanns där en smedja. 
Det nuvarande namnet Vaxblekargården kommer från ett vaxblekeri, som anlades av tidigare snusmakaren Johan Lindblad omkring 1834. Det har under 1800-talet ägts av vaxblekaren Erik Runstedt och hans ättlingar. Dotterdottern Hanna Sandell flyttade det till Sävsjö omkring sekelskiftet 1800/1900.
I början av 1900-talet övertogs gården av Fredrik Pettersson som drev bageri på gården. Numera är gården ett hotell och ingår sedan 2020 i Eksjö stadshotell.

## Bildgalleri

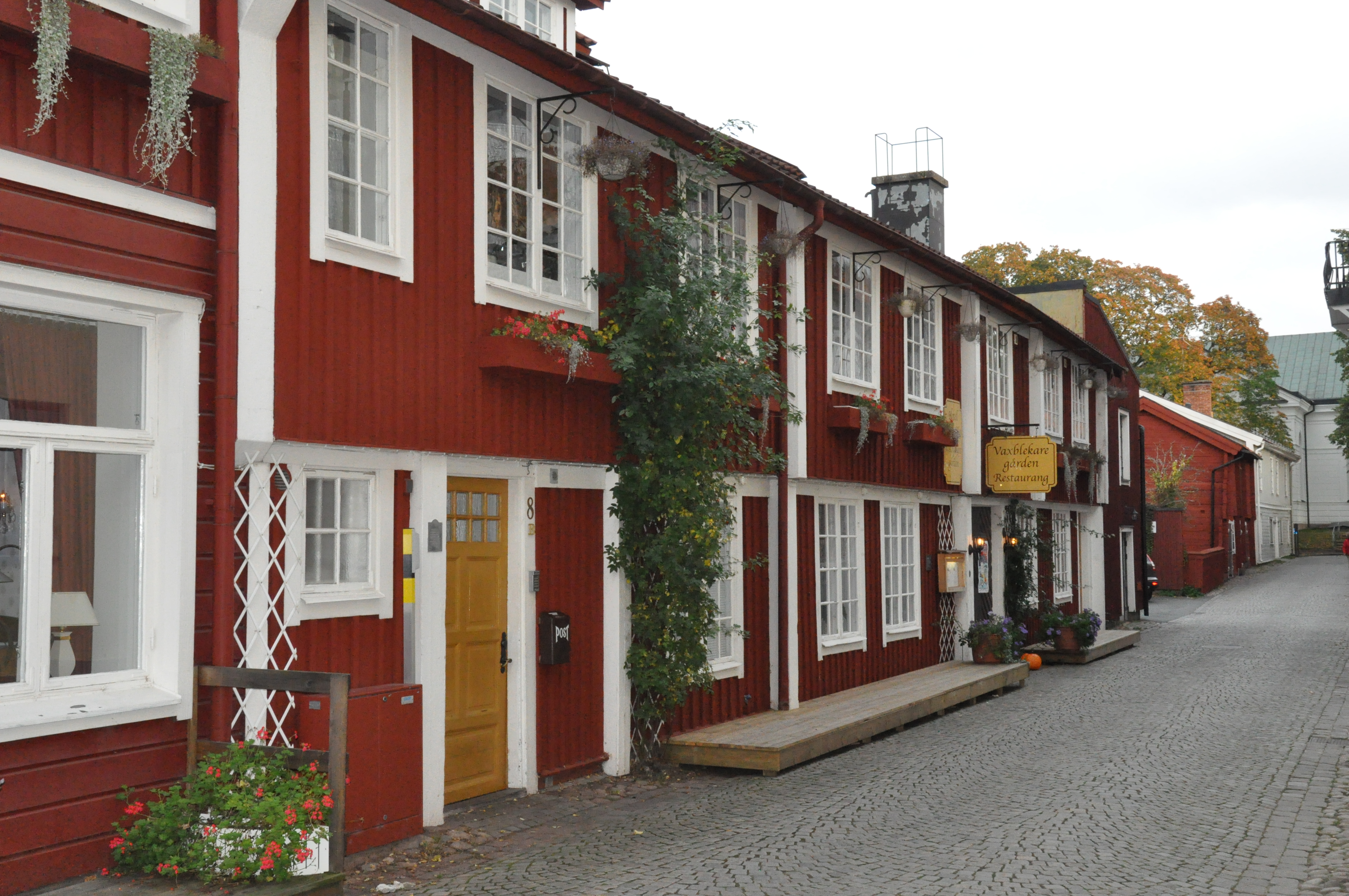
Arendt Byggmästares gata söderut mot Eksjö kyrka
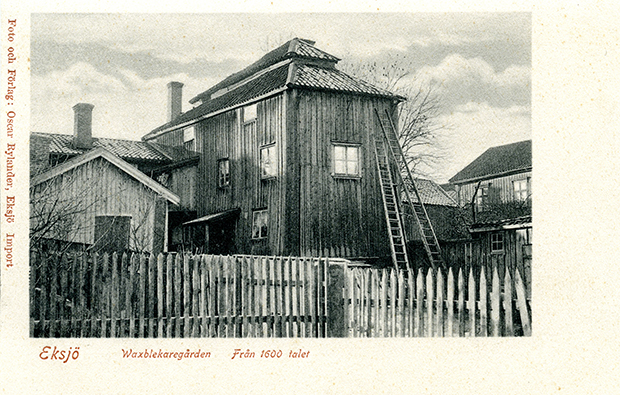
Vaxblekargården, troligen 1920-talet